# فيتالي ميكولينكو
فيتالي ميكولينكو (بالأوكرانية: Миколенко Віталій Сергійович)‏ (مواليد 29 مايو 1999) هو لاعب كرة قدم أوكراني يلعب في مركز الظهير الأيسر لصالح نادي إيفرتون الإنجليزي.

## روابط خارجية
- فيتالي ميكولينكو على موقع الاتحاد الدولي (مؤرشف)  (الإنجليزية)
- فيتالي ميكولينكو على موقع الاتحاد الأوربي (الإنجليزية)
- فيتالي ميكولينكو على موقع اتحاد أوكرانيا (الإنجليزية)
- فيتالي ميكولينكو على موقع قاعدة بيانات كرة القدم.إي يو (الإنجليزية)
- فيتالي ميكولينكو على موقع ناشيونال فوتبول تيمز (الإنجليزية)
- فيتالي ميكولينكو على موقع Soccerbase.com (لاعب) (الإنجليزية)
- فيتالي ميكولينكو على موقع Soccerway.com (الإنجليزية)
- فيتالي ميكولينكو على موقع عالم كرة القدم.نت (الإنجليزية)